# Municipio de Richland (condado de Labette)
El municipio de Richland (en inglés: Richland Township) es un municipio ubicado en el condado de Labette en el estado estadounidense de Kansas. En el año 2010 tenía una población de 287 habitantes y una densidad poblacional de 2,94 personas por km².

## Geografía
El municipio de Richland se encuentra ubicado en las coordenadas 37°3′22″N 95°6′52″O / 37.05611, -95.11444. Según la Oficina del Censo de los Estados Unidos, el municipio tiene una superficie total de 97.52 km², de la cual 96,22 km² corresponden a tierra firme y (1,33 %) 1,3 km² es agua.

## Demografía
Según el censo de 2010, había 287 personas residiendo en el municipio de Richland. La densidad de población era de 2,94 hab./km². De los 287 habitantes, el municipio de Richland estaba compuesto por el 96,52 % blancos, el 2,09 % eran amerindios y el 1,39 % eran de una mezcla de razas. Del total de la población el 2,44 % eran hispanos o latinos de cualquier raza.